# 同形寄居蟹
同形寄居蟹（学名：Pagurus conformis）为寄居蟹科寄居蟹屬下的一个种。